# 莫什泰尼鄉
43°52′N 25°08′E / 43.867°N 25.133°E
莫什泰尼鄉（羅馬尼亞語：Comuna Moșteni, Teleorman），是羅馬尼亞的鄉份，位於該國南部，由特列奧爾曼縣負責管轄，面積29平方公里，海拔高度99米，2007年人口1,607，人口密度每平方公里56人。